# Teories de la delinqüència
Les teories de la delinqüència estudien l'origen, la tipologia i els eventuals remeis des del segle xviii, quan es van publicar teories biològiques, genètiques, mèdiques, psicològiques, sociològiques o integradores en estudiar la delinqüència sota tots els seus aspectes. En va surtir la criminologia, la branca de la ciència que integra les diferents ciències que estudien el crim. Tot i això, hi ha moltes teories sense que cap d'elles hagi aconseguit trobar una explicació definitiva. Fins a la il·lustració, generalment, la delinqüència era vista de manera teològica com l'efecte del mal, de la poca resistència de l'home envers els dols del diable. Un problema bàsic de qualsevol teoria de la delinqüència és la definició social i política del delicte, que evoluciona amb el temps i el context: la llei del moment defineix el que és delictiu.

## Conceptes bàsics

### Delicte i delinqüència
El delicte és l'execució de qualsevol acció humana prohibida per la llei, sigui o no amb danys a terceres persones, sigui o no amb violència. La delinqüència és el conjunt d'actes delictius, una dada estadística d'un cert territori («la delinqüència a Espanya», d'un grup sociològic («delinqüència juvenil») o d'un tipus de delicte («la delinqüència de gènere»). El delinqüent és la persona que comet l'acció prohibida.

### Control social
Fa referència a tots aquells mecanismes mitjançant els quals la societat exerceix el seu domini sobre els individus que la componen, per a aconseguir que aquests obeeixin les seves normes.

### Víctima
És la persona física o jurídica que pateix un dany provocat per un delicte. El dany pot ser corporal, mora o patrimonial.

## Teories psicofisiològiques
- La teoria de l'aprenentatge social d'Albert Bandura diu que els individus aprenen a comportar-se de manera violenta o delictiva mitjançant l'aprenentatge observacional.[1]
- La teoria del control de Travis Hirschi assenyala que tota persona ha tingut en algun moment la temptació de transgredir les normes i escapar del control social. La norma general seria que les persones amb menys a perdre es deixaran temptar més que els altres. Segons Hirschi, una posició social privilegiada i una certa formació són caràcters preventius. Hirschi defineix quatre dimensions del control social: les relacions socials; l'estructura d'oportunitats que fa que els que tinguin poca confiança en el futur delinquiran més; la implicació en activitats lícites inhibeix del comportament desviat i les creences inhibeixen individus que accepten i assumeixen pautes morals les temptacions delictives. La Teoria té detractors en l'àmbit científic, ja que s'ha demostrat que no és capaç d'explicar un gran nombre de delictes com els delictes econòmics.[2]
- El Desenvolupament cognitiu de Jean Piaget[3] consta de dues etapes: el «realisme moral» depèn dels pares i el «relativisme moral» es caracteritza per una autonomia moral en la qual s'assimilen i es generalitzen les regles rebudes en fer judicis morals propis sobre el que és bo i no ho és. El desenvolupament inadequat pot comportar la comissió de delictes.
- Teoria de la deriva de David Matza:[4] Els desviats són sensibles al codi normatiu, i la desviació es produeix perquè les normes socials són ambigües, i promouen i prohibeixen alguns comportaments alhora. El desviat disposa d'estratègies per neutralitzar la gravetat del propi comportament.
- La teoria «potenciació recíproca» dels delictes de consum de drogues i altres delictes: ambdós comportaments són conductes apreses de forma independent. Quan es combinen les activitats delictives acaben conduint gairebé amb seguretat al consum de drogues, el qual demanda més accions delictives funcionals per poder seguir consumint. Això suposa una cadena de conducta, o sigui els dos comportaments s'uneixen i s'enllacen de forma que les activitats delictives serien poderosament reforçades pels efectes psicofarmacològics, arribant a adquirir un format compulsiu molt resistent a l'extinció.[5] Aquesta potenciació no es limita a les capes marginals de la societat. Així, l'addició a la cocaïna de certs banquers hauria sigut un dels factors en de la crisi financera dels anys 2008-2009.[6]

## Teories sociològiques

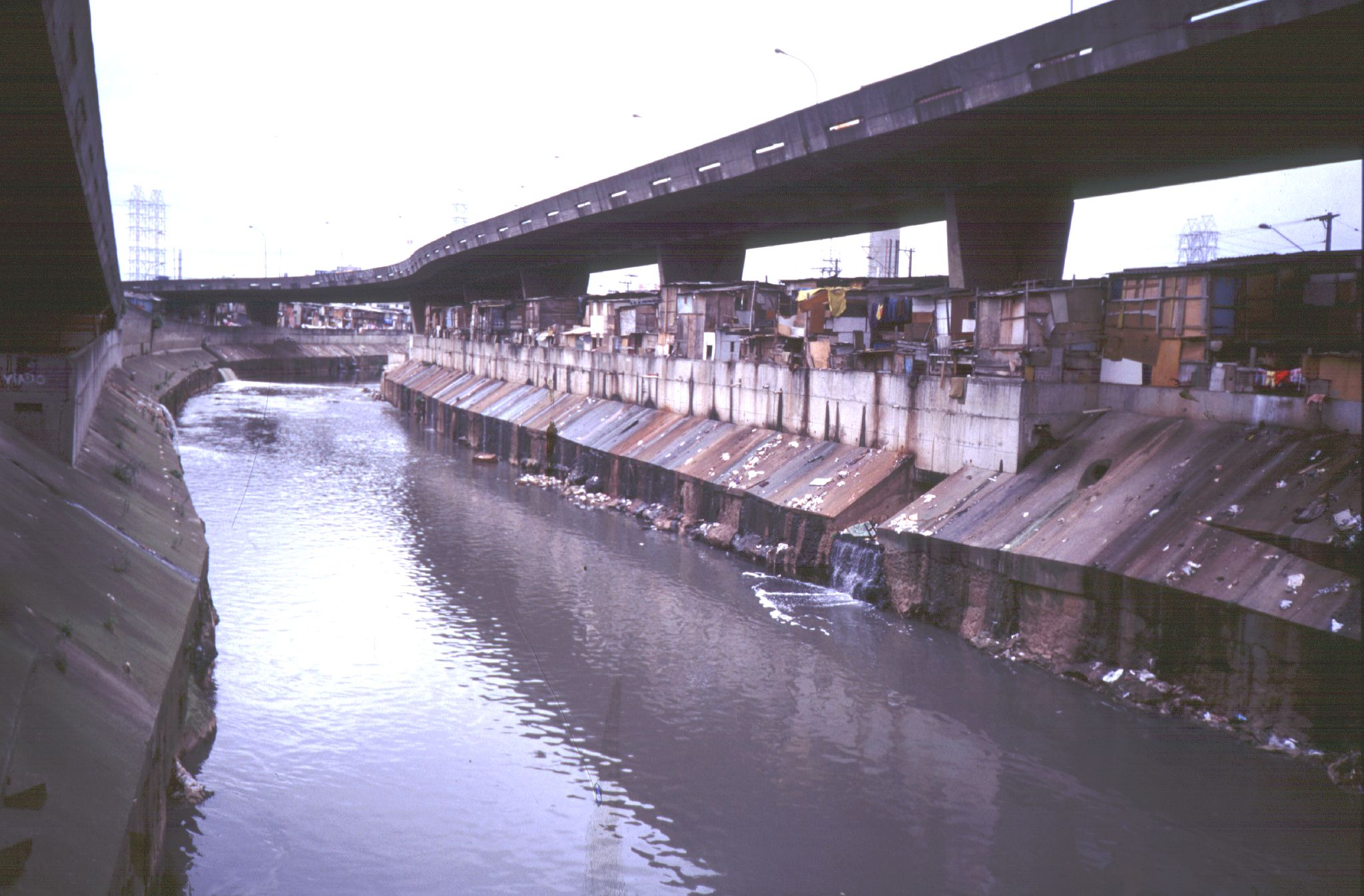
Les faveles són una subcultura on, probablement, es puguin aprendre i desenvolupar moltes conductes delictives

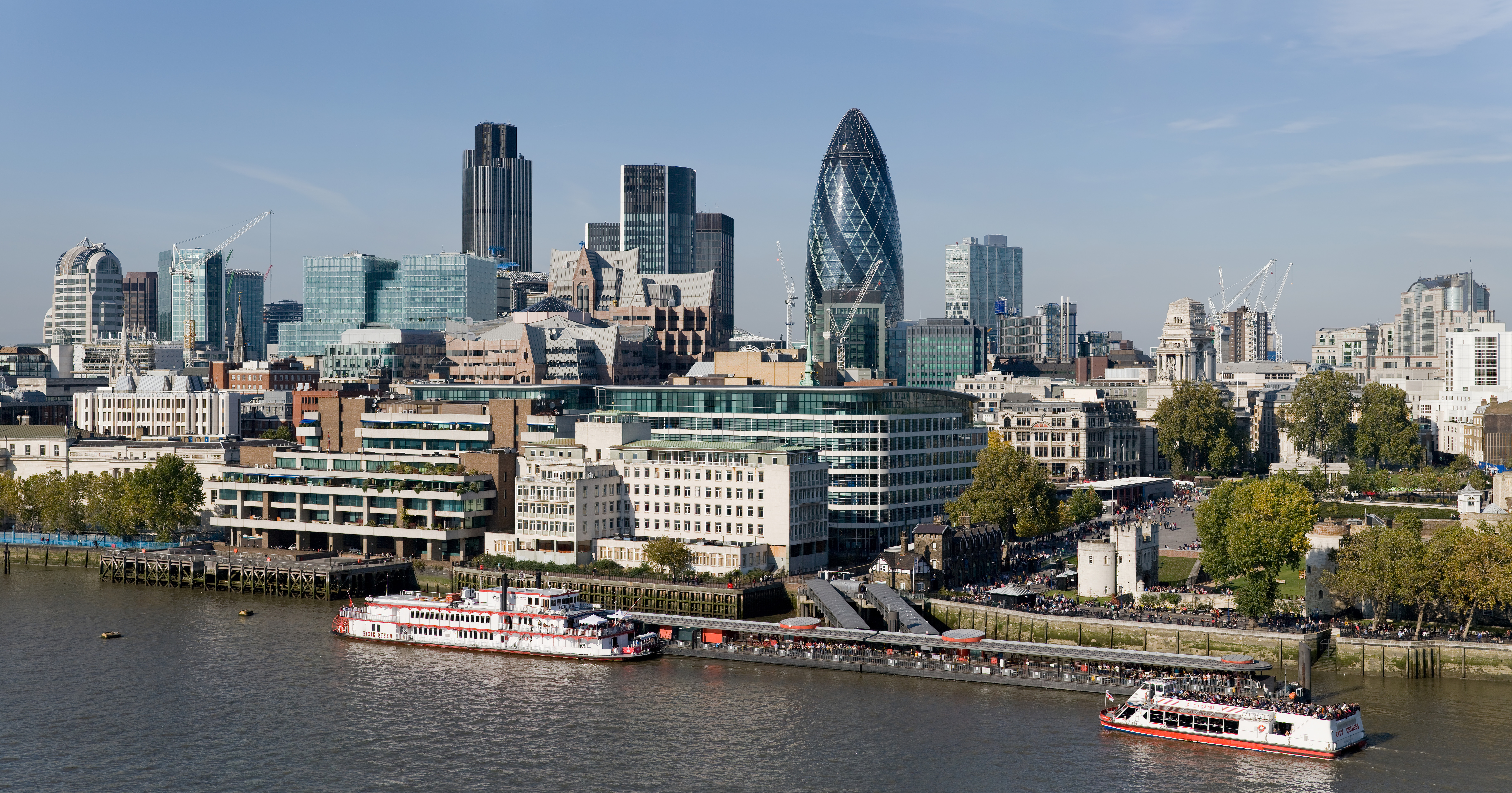
El món financer de la City de Londres és una subcultura on, probablement, es puguin aprendre i desenvolupar molts delictes de guant blanc

- Una de les primeres teories sociològiques van ser desenvolupats pel filòsof francès Jean-Jacques Rousseau i que es resumeix en la famosa frase «L'homme naît bon, c’est la société qui le corrompt»: la naturalesa humana és bona, però la societat la corromp.[7]
- Teoria de l'oportunitat diferencial de Richard Cloward i Lloyd Ohlin: La delinqüència depèn de les diferents possibilitats d'accés a les oportunitats legítimes i il·legítimes per adaptar-se a la societat. Quan les legítimes estan bloquejades el ser humà opta per les il·legítimes.[8]
- Teoria de la reactancia de Jack Brehm: La teoria de la reacció suggereix que la privació augmenta el desig en resposta a una amenaça a la llibertat de la conducta percebuda.[9]
- Teoria de la subcultura de Walter B. Miller: Les colles de classe baixa, reflecteixen els valors dels sistema cultural (o subcultural) al qual pertanyen, per tant els delinqüents únicament segueixen les normes de la seva pròpia cultura.[10]
- Teoria de l'etiquetatge de Lemert:[cal citació] El sistema legal etiqueta als delinqüents, el qual assumeix oficialment aquesta condició i es comporta com a tal. S'assimilaria al corrent de l'antipsiquiatria de Vernon Coleman.[cal citació]

## Teories integradores
- Teoria integradora d'Elliot: basada en les teories de Hirschi i Bandura entén que en primer lloc el nen que ha internalitzat les normes socials però que pateix una circumstància especial (mort familiar, fracàs escolar, etc.) debilita els seus vincles amb la societat i té una elevada receptivitat cap a les actituds i els valors delictius. També, el nen que té una baixa integració social podrà fàcilment associar-se amb persones que cometen conductes delictives.
- Teoria integradora de Feldman: L'aprenentatge n'és el factor preponderant, les predisposicions individuals el precipitant i l'etiquetatge faria funcions de manteniment, tot mediatitzat per la pertinença a certes subcultures.
- Esquema integrador de Pearson i Weiner, es basa en un factor individual segons les teories de l'aprenentatge social que són els antecedents i conseqüents de la conducta i un factor socioestructural: Produeixen i distribueixen diferencialment les condicions que influencien la probabilitat del delicte.
- Model cognitiu-conductual desenvolupat per Vicente Garrido i alguns col·laboradors de la Universitat de València parteix de la idea que molts delinqüents pateixen dèficits importants en la cognició social o interpersonal; en habilitats com l'empatia, el pensament conseqüent i causal, etc. A partir d'aquí, podem dissenyar una estratègia d'intervenció basada en la reestructuració cognitiva i un programa de tractament.[5]

## Models de predicció del risc de delinqüència
En combinar els factors identificats per les diferents teories de la delinqüència, es van desenvolupar uns models matemàtics de predicció del risc de delicte o de reincidència. El càlcul del risc és un concepte polifacètic que tracta de combinar la naturalesa del perill, la probabilitat d'esdeveniment, la freqüència en què es pot produir, la gravetat de les conseqüències i la imminència del perill. Els models matemàtics completen l'avaluació més intuïtiva que és el «judici clínic» en utilitzar l'avaluació de dades específiques, recollides amb qüestionaris i altres eines considerades com a més objectives. Les dues mètodes es completen i no es substitueixen pas. De fet, a l'inici de qualsevol model matemàtic, hi ha una decisió més subjectiva de prendre o no en consideració un factor, segons la o les teories que hom accepta. Un segon problema epistemològic és la manera de mesurar i ponderar els factors acceptats, com les «mides» sociològiques o psicològiques són més complexos per a mesurar de manera objectiva que les simples dades físiques. L'avantatge del model predictiu és que permet fer estudis més científiques, d'observació de l'evolució d'un grup de persones amb diferents índexs de risc inicial i de verificar per les fets ulteriors la real pertinència de l'índex predictiu.
En la predicció del risc de reincidència de delictes violents, HCR 20/2 i PCL-R són les més utilitzades. La mesura de la reincidència delictiva presenta diversos problemes per la dificultat d'establir una mesura vàlida, fiable, per les períodes de latència dels delinqüents. A més, la predicció de la reincidència s'enfronta al problema metodològic de les taxes base baixes, especialment per a algunes patologies com les sexuals o les de maltractadors familiars, el que dificulta l'avaluació de l'impacte del tractament.

### HCR-20/2
HCR-20: és una llista de factors de comportaments violents, composta per vint ítems organitzats en deu factors Històrics (Aspectes del passat), cinc factors clínics (variables presents) i cinc factors de gestió de risc (aspectes del futur). No hi ha un barem que determini una puntuació mínima, sinó que és l'avaluador experimentat qui fa aquesta valoració. S'usa molt en l'àmbit penitenciari per determinar el grau d'internament, els permisos de sortida, l'accés al tercer grau, a llibertat condicional i d'altres mesures alternatives.

### SARA
SARA s'usa per avaluar el risc en violència de gènere, violència contra la parella o violència masclista. No hi ha un barem que determini una puntuació mínima, sinó que és l'avaluador experimentat qui fa aquesta valoració. El ''Spouse Assault Risk Assessment'' (SARA o Avaluació del risc de violència de gènere) es basa en vint factors que es classifiquen en cinc seccions: l'historial delictiu, l'ajust psicosocial, la història de violència en parella, delicte o agressió sexual elativa exclusivament a l'agressió denunciada.

### SVR-20
SVR-20 s'usa per avaluar el risc de violència sexual, inclou vint factors en tres grans seccions, el funcionament psicosocial de l'individu, factors relacionats amb dels antecedents individuals dels delictes o agressions sexuals i factors de risc relacionats amb els projectes de futur

## Prevenció, tractament i reincidència
Cada teoria té les seves implicacions en les accions organitzades per a prevenir i tractar la delinqüència i reduir el risc de reincidència. Es poden programar accions col·lectives, per exemple sanejament de barris a problemes, programes d'ensenyament, campanyes d'informació o accions individuals adequades al cas d'un delinqüent. A l'altra extrem, quan s'adhereix a la teoria que la delinqüència només és una conseqüència d'un defecte individual i irreversible, l'única prevenció possible és apartar el delinqüent, per la presó, per l'exili, per (psico)fàrmacs o per la pena de mort.